# Carlos Maggi
Carlos Alberto Maggi Cleffi, né à Montevideo le 5 août 1922, et mort le 15 mai 2015, est un avocat, historien, journaliste, dramaturge et homme de lettres uruguayen. 

## Biographie
Né à Montevideo, en Uruguay. En 1968, avec Carlos Real de Azúa et Carlos Martínez Moreno, il dirige le « Centre pour l'éditeur d'Amérique latine » de la collection Capítulo Oriental (Chapitre orientale), l'histoire de la littérature uruguayenne, composé de 38 versements. 
Il a écrit quelques pièces de théâtre (La trastienda, La biblioteca, La noche de los ángeles inciertos, El patio de la torcaza, Frutos), essais (El Uruguay y su gente, Gardel, Onetti y algo más, Artigas y su hijo el Caciquillo) et récit (Cuentos de humor-amor). 
Il a rédigé la charte de la Banque centrale de l'Uruguay (Banco Central del Uruguay).
Maggi est considéré comme l'un des meilleurs dramaturges de l'histoire uruguayenne avec Florencio Sánchez.

## Œuvres
- 1611-2011 Mutaciones y aggiornamientos en la economía y cultura del Uruguay (2011)
- Artigas revelado (2009)
- La nueva historia de Artigas (2005)
- El fin de la discusión (2002)
- La guerra de Baltar (2001)
- Artigas y el lejano norte (1999)
- Esperando a Rodó (1998)
- Los uruguayos y la bicicleta (1995)
- La reforma inevitable (1994)
- Amor y boda de Jorge con Giorgina (1992)
- Con el uno, Ladislao (1992)
- El Uruguay de la tabla rasa (1992)
- Artigas y su hijo el Caciquillo (1991)
- La hija de Gorbachov (1991)
- El Urucray y sus ondas (1991)
- Crispín amores Artigas (1990)
- Un cuervo en la madrugada (1989)
- Los militares, la televisión y otras razones de uso interno (1986)
- El patio de la torcaza (1986)
- Frutos (1985)
- Para siempre y un día (1978)
- Un motivo y Rancho en la noche (1973), sur des textes de Francisco Espínola.
- Nueva York A.P. La muerte de un viajante (1973)
- El baile del cangrejo (1971)
- Un motivo (1968)
- El patio de la torcaza (1967)
- Noticias de la aventura del hombre (1966)
- El pianista y el amor (con otros) (1965)
- El Uruguay y su gente (1963)
- La gran viuda (1961)
- La noche de los ángeles inciertos(1960)
- El apuntador (1959)
- La biblioteca (1959)
- Caracol, col, col (con otros) (1959)
- La trastienda (1958)
- Polvo enamorado (1951)
- José Artigas, primer estadista de la revolución (1942)